# Diecezja Yanggu
Diecezja Yanggu (łac. Dioecesis Iamcuvensis, chiń. 天主教阳谷教区) – rzymskokatolicka diecezja ze stolicą w Yanggu, w prefekturze miejskiej Liaocheng, w prowincji Szantung, w Chińskiej Republice Ludowej. Biskupstwo jest sufraganią archidiecezji Jinan.
Patriotyczne Stowarzyszenie Katolików Chińskich używa nazwy diecezja Liaocheng. W jej skład oprócz diecezji Yanggu wchodzi prefektura apostolska Linqing.

## Historia
13 grudnia 1933 papież Pius XI bullą Ad melius erygował prefekturę apostolską Yanggu. Dotychczas wierni z tych terenów należeli do wikariatu apostolskiego Yanzhou (obecnie diecezja Yanzhou). 11 lipca 1939 podniesioną ją do rangi wikariatu apostolskiego.
W wyniku reorganizacji chińskich struktur kościelnych dokonanych przez Piusa XII 11 kwietnia 1946 wikariat apostolski Yanggu został podniesiony do rangi diecezji.
Z 1950 pochodzą ostatnie pełne, oficjalne kościelne statystyki. Diecezja Yanggu liczyła wtedy:
- 10 237 wiernych (0,7% społeczeństwa)
- 53 kapłanów (41 diecezjalnych i 12 zakonnych)
- 26 sióstr zakonnych
- 4 parafie.

Od zwycięstwa komunistów w chińskiej wojnie domowej w 1949 diecezja, podobnie jak cały prześladowany Kościół katolicki w Chinach, nie może normalnie działać. Bp Thomas Niu Huiqing uciekł przed komunistami najpierw do Fujianu, a później na Tajwan.
Kolejny znany biskup pojawia się dopiero w 1990. Joseph Li Bingyao SVD przyjął sakrę potajemnie za zgodą papieża. Zmarł w 1995.
W 1999 Patriotyczne Stowarzyszenie Katolików Chińskich samowolnie utworzyło diecezję Liaocheng i na jej biskupa wybrało Josepha Zhao Fengchanga. Z przyjęciem sakry poczekał on na aprobatę papieża, którą św. Jan Paweł II wyraził w 2000. Stolica Apostolska nie uznaje nowej diecezji, a bp Zhao Fengchanga tytułuje biskupem Yanggu.

## Ordynariusze

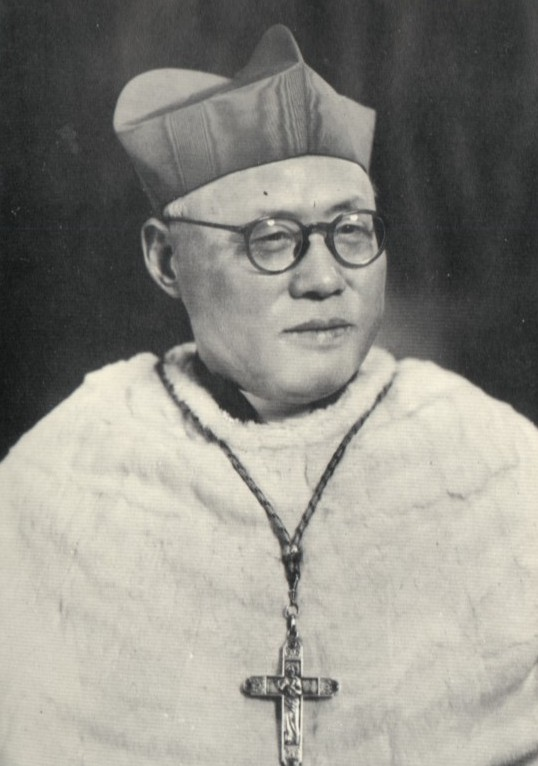
bp Thomas Tien Ken-sin SVD

Herb bp Thomasa Niu Huiqinga

Herb bp Josepha Li Bingyao

- Thomas Tien Ken-sin SVD (1934–1942) następnie mianowany wikariuszem apostolskim Qingdao
- Thomas Niu Huiqing (1943–1973) uciekł przed komunistami w 1948, nie miał po tym czasie realnej władzy w diecezji; także od 1948 administrator apostolski diecezji Funing i w latach 1952–1969 administrator apostolski diecezji Jiayi na Tajwanie[1]
- sede vacante (być może urząd sprawował biskup(i) Kościoła podziemnego) (1973 – 1989)
- Joseph Li Bingyao SVD[2][3] (1989 – 1995)
- Joseph Zhao Fengchang (2000 – nadal)